# Якоб Фелікс
Якоб Фелікс (рум. Iacob Felix; 6 січня 1832, Хоршіц, Австрійська імперія — 19 січня 1905, Бухарест) — румунський бактеріолог і гігієніст, член Румунської Академії (1880-1905), учень і послідовник Макса фон Петтенкофера.

## Біографія
Народився в сім'ї вчителя Самсона Фелікса. початку закінчив ліцей у Йічині, а потім університет у Празі. З 1861 по 1905 працював у Бухарестській медико-хірургічній школі.

## Наукові роботи
- Основні наукові роботи присвячені розробці попередження інфекційних хвороб та боротьби з ними.
- Вивчав історію медицини Румунії та інших європейських країн.